# 比干
比（？—？），子姓，殷商沫邑（今河南衛輝）人，殷商王族宗室。商紂時宰相，商王文丁之子、紂王的王叔，為三大忠臣之一，《論語》中稱王子微子、王子箕子、王子比干，為「殷三仁」、被視為是林姓的始祖、財神。

## 人物生平
比干是殷商宗室，為帝嚳高辛的後代，是商天子文丁之子，帝乙之弟，帝辛（紂王）的叔父，幼年聰慧、勤奮，官至少師（宰相）。
湖南衛視整理了夏商周斷代工程的深入研究發現，比干之死與《史記》上紀載有出入的證據逐漸增多，現存有些比子廟中的碑文，顯示其比紂王還晚死十多年，不可能是紂王所殺，雖不能說是鐵證，但已構成疑點，而所謂比干因諫言剖心而死是到春秋時期才有紀載，已經相隔甚遠，且諸多文獻表明隨著歷史推演，紂王的紀錄越來越殘暴，新增的情節也越多，不能排除後人醜化的可能。到了戰國時期又有了類似於屈子的說法，是比干其實是投水而死。
近代史學家顧頡剛也曾考證提出一說，認為比干是紂王叔父，同時又是周武王舅父，這種特殊身分讓他在交戰的商、周雙方擔任了調停人的角色，然而最後調停失敗而雙方開戰且比干死於亂軍之中，周武王只能草草先在戰場掩埋屍體，等滅亡商朝戰後才重新修大墓，這也符合和解釋了戰後周武王修比干墓的紀載。

## 追贈
- 唐太宗追贈比干为太師、忠烈公。
- 元顺帝追贈仁显，是為仁显忠烈公。

## 宗教
- 道教《財神正朝全集》稱之為守財藏真比真人。約在16世纪出版的《封神演義》中，武王克殷後姜子牙追封比干為「文曲星星君」。

## 後代祭祀
- 河南省衛輝市有比干廟，存有孔子剑刻碑遺跡、北魏孝文帝的“弔比干文”碑等百餘塊。於494年建立[2]。
- 據《淇縣志》記載，河南淇縣有『三仁廟』，奉祀比干、箕子、微子，配祀先師孔子、孟子、曾子、陽明子、文昌君。亦附設學堂，鄉民頗奉香火，太平軍時毀於兵燹。

## 評價
- 孔子贊曰：「殷有三仁：微子去之，箕子為之奴，比干諫而死」。

- 唐太宗悼曰：「道喪時昏，奸邪並用，暴君虐主，正直難居。雖識鑒存亡，詎遣凶殘之累；智周萬物，不離顛沛之間。然則大廈將崩，非一木之能正；天道去矣，豈一賢而能全？奮不顧身，有死無二，蹈斯節者，罕有其人。所以淒愴風煙，靡尋餘跡，暄涼坵壟，空有其名。雖古今殊途，年代冥寞，式遵故實，爰贈太師，諡忠烈公。清酌少牢，以陳薄禮，遊魂仿佛，昭此嘉誠。」

## 文學作品

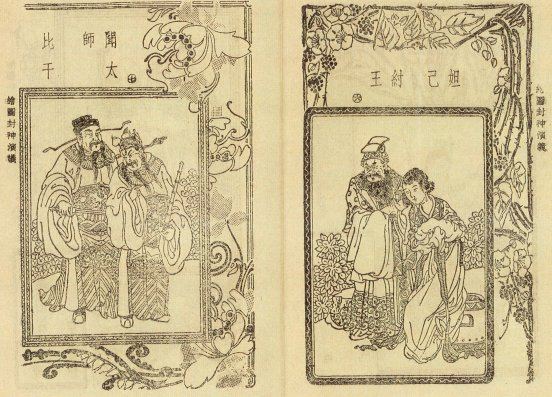
《封神演义》插图

明代著名作家陸長庚（一說許仲琳）的代表作《封神演義》中的人物。比干為不世出的賢人，有一顆「七竅玲瓏心」，也就是一顆天生有七個洞的珍奇心臟，後忠臣比干因直諫紂王，而開罪於紂王、妲己。
比干接連三天三夜不離宮廷的摘星台，斥責妲己禍亂天下，並要紂王改過自新，以振朝綱，再加上曾經因火燒狐狸洞遭妲己（九尾狐化身）記恨，他對紂王說：「不修先王的典法，而用婦言，大禍不遠矣！」後被紂王處以剜心之刑。为纪念比干，后人将摘星台改称“摘心台”，现存淇县。
比干因姜子牙的法術保護，服食神符後可以保護五臟六腑，剖出心臟後仍然不死；但剖心後若在路上遇見人賣空心菜，忠臣比干須問「人若是無心如何？」若菜販回答「無心還活」，則比干可保不死；若菜販回答「無心即死」，就會立即斃命。
結果比干遁走途中，聽得一女菜販言「人無心即死」，登時一命嗚呼，并獲譽為“亙古第一忠臣”。從此這種向路人徵詢意見為占卜的方法，則稱為比干占卜法。

## 影視形象

### 電視劇
| 年份   | 劇名                 | 演員   | 製作公司             | 備註             |
| ------ | -------------------- | ------ | -------------------- | ---------------- |
| 1981年 | 《封神榜》           | 何璧堅 |                      |                  |
| 1990年 | 《封神榜》           | 計鎮華 | 上海電視劇製作中心   |                  |
| 2000年 | 《封神榜》           | 楊力   | 中國電視公司（中視） |                  |
| 2001年 | 《封神榜》           | 魯振順 | 香港電視廣播有限公司 | 香港無綫電視劇集 |
| 2006年 | 《封神榜之鳳鳴岐山》 | 郭凱敏 | 中國中央電視台       |                  |
| 2014年 | 《封神英雄榜》       | 吳岱融 | 山東衛視             |                  |
| 2019年 | 《封神演義》         | 鄧立民 |                      |                  |

### 電影
| 年份   | 劇名                     | 演員   | 製作公司 | 備註 |
| ------ | ------------------------ | ------ | -------- | ---- |
| 1964年 | 《妲己》                 | 楊志卿 |          |      |
| 2023年 | 《封神第一部：朝歌风云》 | 王洛勇 |          |      |

## 外部連結
- 嘉義文財殿